# تييري روبرت
تييري روبرت (بالفرنسية: Thierry Robert)‏ (20 سبتمبر 1964 فرنسا - ) هو لاعب كرة قدم فرنسي، يلعب كمدافع.

## وصلات خارجية
- تييري روبرت على موقع قاعدة بيانات كرة القدم.إي يو (الإنجليزية)